# Indoportuguès de Korlai
Indoportuguès de Korlai és una llengua criolla de base portuguesa, parlada per aproximadament 1,000 lusoindis cristians en una zona aïllada al voltant del poble de Korlai al districte de Raigad de l'estat de Maharashtra, Índia. Es troba entre Goa i Daman. Té un ús vigorós i també és coneguda com a Kristi ("cristià") o Nou Ling ("la nostra lengua" en crioll).

## Distribució i nombre de parlants
El que se sap sobre la història i la gramàtica de No Ling es pot trobar en el llibre de 1996 The Genesis of a Language: Formation and Development of Korlai Portuguese escrit per J. Clancy Clements. La vila és a la desembocadora del riu Kundalika, a través de les ruïnes d'una gran fortalesa portuguesa, que es troba a Revdanda. No Ling té certes similituds amb el Papiá Kristang, que es parla a la ciutat malàisia de Malaca. Fins al segle xx, Korlai, els seus habitants cristians, i la seva llengua eren relativament aïllat dels hindús i musulmans de parla marathi que els envolta. Des de 1986 hi ha un pont a través del riu Kundalika, a causa de la indústria que ara s'ha traslladat a la zona.
Mentre que molts nadius sovint erròniament senten que els habitants Korlai són "indis orientals", no és del tot cert. Els descendents lusoindis de Korlai en realitat són una progènie dels soldats portuguesos que es van casar amb nadius, així com unes quantes dones de Goa que es van casar amb portuguesos. Els seus costums i tradicions ho indiquen, encara que la vestimenta (que haurien adoptat més tard) és més indicatiu de com es barrejaren fàcilment amb la població local. Així que, bàsicament els cristians de Korlai no ho són i no s'han de confondre amb les indis orientals de Mumbai / Bassein (Vasai).

## Exemples deNo Ling
Moltes gràcies: Muit'obrigad! Port. Muito Obrigado
Jo: yo; Port. eu
Tu: wo; Port. vós
Vostè: usé; Port. você
Ell i ella: el; Port. ele i ela
Nosaltres: no; Port. nós
Vosaltres: udzó; Port. vós outros
Ells: eló; Port. eles outros
Numerals: ũ, doy, tre, kwat, sink, sey, set, oyt, nob, dey; Port. um, dois, três, quatro, cinco, seis, sete, oito, nove, dez
Primer, segon: Primer, Sigun; Port. Primeiro, Segundo
Que tal?: Use, kile te?
Tothom menja i beu fins afartar-se: tud gent cumen beben tem fart; From Port. toda a gente come e bebe até farta